# Zizia aurea
Zizia doré
Espèce
Classification APG III (2009)
Zizia aurea, le Zizia doré, est une espèce de plantes à fleurs de la famille des Apiaceae. Il est originaire de l'Est de l'Amérique du Nord; il se rencontre dans tous les états des États-Unis compris entre le Dakota du Nord et le Texas, puis du Maine jusqu'à la Floride. Au Canada, il occupe le sud des provinces du Manitoba, de l'Ontario, du Québec, du Nouveau-Brunswick et de la Nouvelle-Écosse. Son grand potentiel horticole fait qu'il a été exporté, et s'est même naturalisé sur plusieurs continents, jusqu'en Australie.

## Synonymes
- Smyrnium aureum L (Basionyme)
- Thaspium aureum (L.) Nutt.

## Écologie
Le zizia doré est une plante vivace de 40 à 80 cm de haut; il préfère les champs un peu humides, rivages, sols calcaires ou argileux, mais il est tolérant à la sécheresse où il croît en petites colonies; il préfère les milieux ensoleillés à partiellement ombragés. Sa floraison d'un jaune-doré s'étale de mai à juin; ses ombelles de 9 à 25 rayons sont robustes et ascendantes. Son nectar attire les papillons et autres insectes. La germination des graines s'effectue avec un fort pourcentage.